# Ganges
El Ganges (en sànscrit, Ganga; en devanagari: गंगा Gaṅgā, com en la majoria de les llengües índies) és un dels grans rius del subcontinent indi, que flueix en direcció est des del nord de l'Índia travessant la plana del Ganges fins a Bangladesh. El Ganges és el riu sagrat per excel·lència de tota l'Índia. D'acord amb la tradició teològica hindú, la seva aigua té virtuts salvífiques i purificadores. La ruta del Ganges, 2.510 quilòmetres des de l'Himàlaia fins al golf de Bengala, marca tot un país, una cultura, una religió.
Neix amb el nom de Bhagirathi des de la glacera Gangotri, a l'Himàlaia occidental, a l'estat indi d'Uttarakhand, i s'uneix al riu Alaknanda prop de Deoprayag per a formar el Ganges. El riu Yamuna és l'afluent més important del Ganges, i la seva unió queda prop de la ciutat sagrada hindú de Prayag, actualment coneguda com a Allahabad.
Desemboca formant, amb el riu Brahmaputra el major delta del món, el delta del Ganges, al golf de Bengala, on es divideix en molts rius menors. Un d'ells és el riu Hoogli, prop de Calcuta; un altre és el Padma, riu que entra a Bangladesh. La regió limitada pel delta del Ganges, prop de les costes del golf de Bengala, és coneguda com els Sunderbans (Boscos bells) – una regió de boscos espessos de gingebre, i l'hàbitat natural del tigre de Bengala.

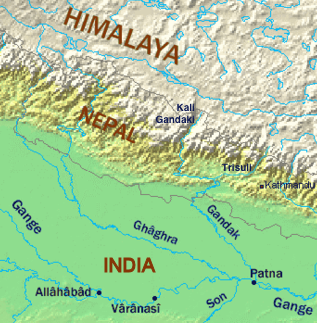
Mapa de la conca del riu Ganges i els seus afluents

La conca que formen el riu i els seus tributaris abraça enterament els estats indis d'Uttarakhand -antic Uttaranachal-, Delhi, Uttar Pradesh, Bihar i Bengala Occidental, part d'Haryana, Madhya Pradesh i Iharkhand, i una gran majoria dels territoris del Nepal i Bangladesh. La població estimada de la regió gangètica dona una xifra que ronda els 640 milions de persones; aproximadament, tantes com la Unió Europea i els Estats Units junts. O, dit d'una altra forma, un de cada deu habitants del món vivia en aquesta zona. Si des d'un punt de vista geogràfic i demogràfic no es pot dubtar que la vall conforma alguna cosa així com l'espina dorsal de l'Índia, també atenent a qüestions històriques i culturals haurà de reconèixer-se la centralitat indiscutible de la regió.
Aquesta ha estat -i és- la terra del sànscrit o llengua "perfectament construïda" (samskrita), la lingua franca pan-índia per antonomàsia, la mare de l'hindi, del bengalí i de tants idiomes del nord de l'Índia; la llengua amb la qual es va compondre pràcticament tota la producció poètica, teatral, èpica, filosòfica, religiosa o contista de l'Índia anterior al segle xiii.
Els bramans de fa tres mil anys ja designaven el curs alt i mig del riu amb apel·lacions
de Ârya-varta (Terra dels nobles), Mâdhya-desha (País del mig o la Mediterrània) o Bharatavarsha (Continent dels descendents de Bharata). Aquests conceptes connoten un ordre social i ritual molt elevat. De fet, encara avui, l'Estat d'Uttarakhand acull la densitat més alta de bramans de tota l'Índia: un 20%. Fins i tot les mateixes divinitats lloen la sort dels que han nascut en aquesta regió tan especial, en la qual els ritus i els sacrificis condueixen al Cel i -pot ser que- a l'incondicionat (moksa, nirvâna).
La conca continua sent un dels focus espirituals i religiosos més dinàmics del planeta. No en va, al voltant del riu es va teixir aquesta família de religions que anomenem hinduisme, i a la seva riba van néixer les tradicions germanes del budisme i del jainisme. A la vall es troben alguns dels llocs més sants del món, com la ciutat de Varanasi (Benarés), la no menys sagrada Haridwar o Allahabad, que periòdicament reuneix a la congregació més multitudinària humana del planeta, la Kumbha Emla. També cal citar els llocs associats a les vides de Buda i dels omniscients del jainisme. Tan poderoses van ser aquestes tradicions, que l'estat de Bihar deriva el seu nom dels monestirs budistes: vihara. Sense oblidar els santuaris de les muntanyes a Garhwal, on neix la deessa, la mare Ganga.

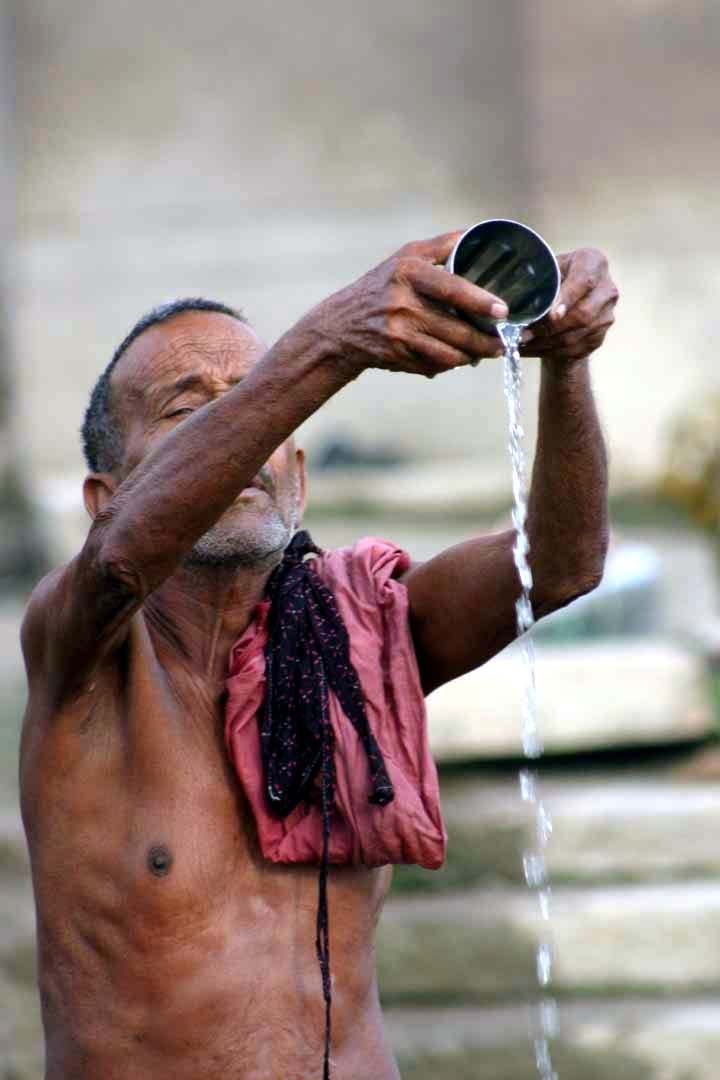
Home resant al Ganges, a Varanasi

## Curs

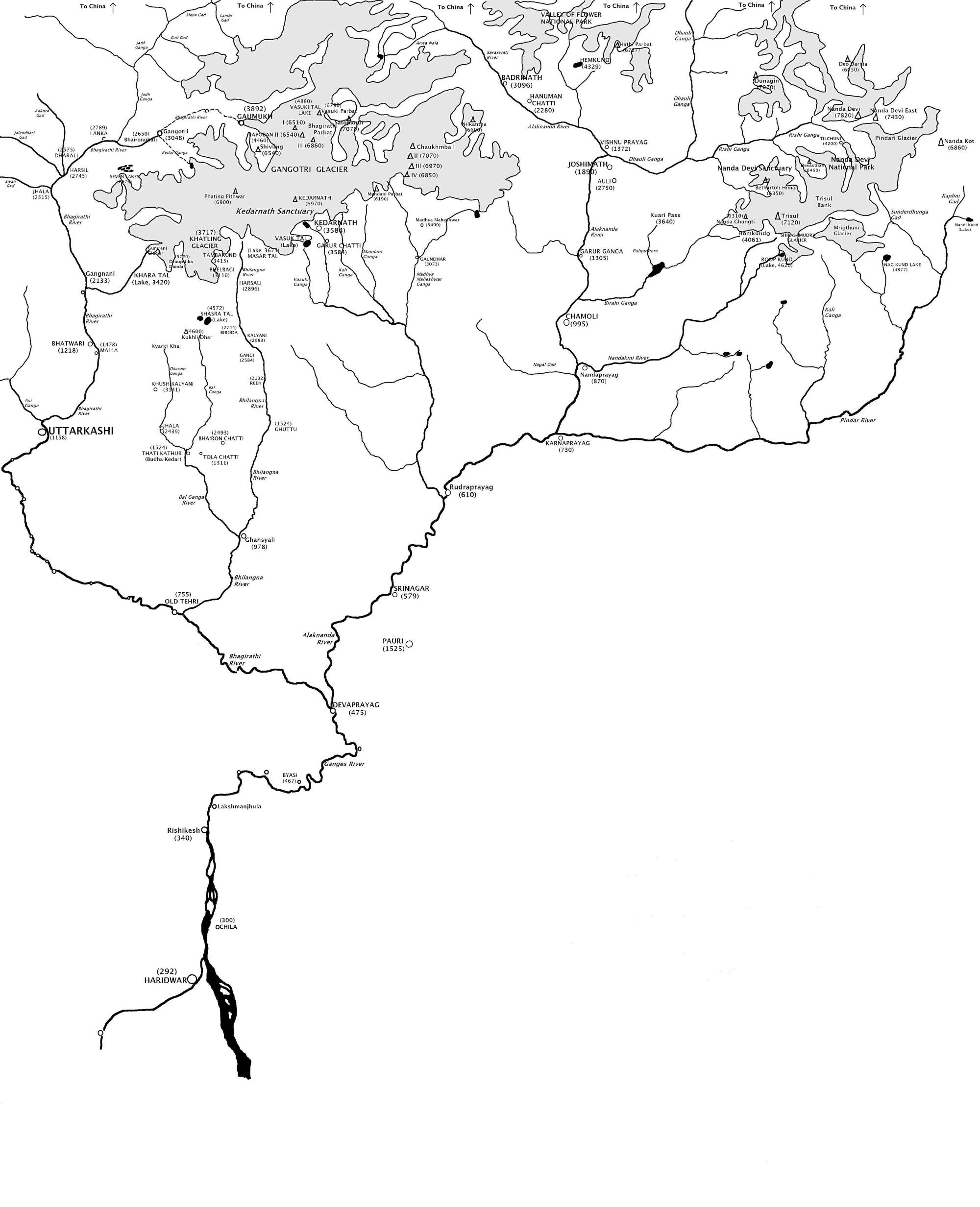
Les font de l'Himàlaia del riu de Ganges a l'estat Uttarakhand de l'Índia. Les fonts i rius s'etiqueten en itàliques; les alçades de les muntanyes, llacs, i ciutats es mostren en parèntesis en metres

El Ganges s'obre camí com si fos una verdosa llengua serpentejant que propicia les collites i fa que la gent pugui rentar les seves robes i els seus pecats. Segons l'hinduisme, el Ganges neteja fins a tal punt que produeix la moksa, l'alliberament del cicle de les reencarnacions. Per la qual cosa convé morir a les vores del Ganges i que després algú tiri les cendres a aquest sant riu.

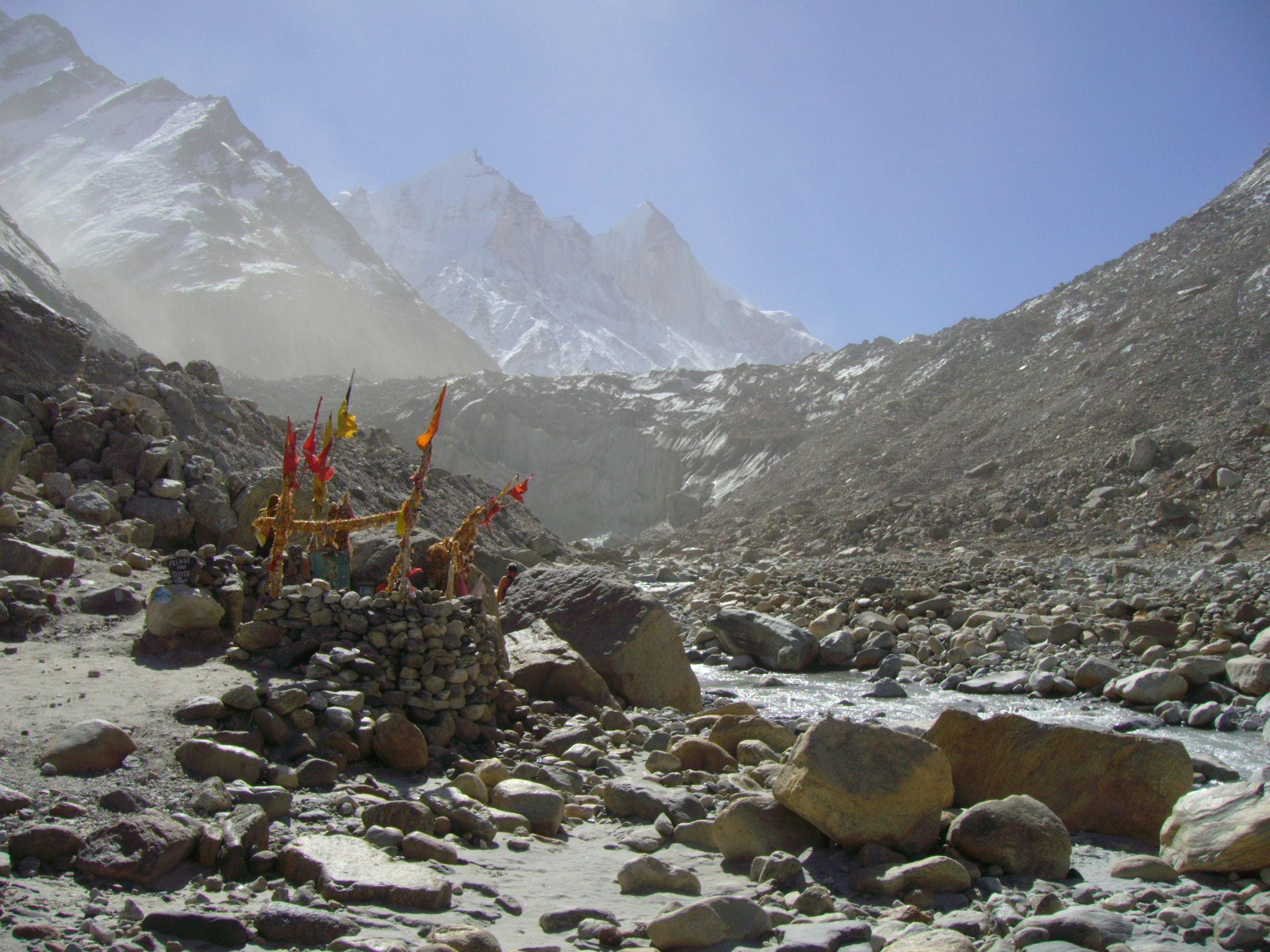
La glacera Gangotri

### Naixement
El Ganges neix en una sèrie de coves, glaceres i cims de la serralada de l'Himàlaia, concretament a la glacera Gangotri, en una font anomenada Gomukh, a uns 7.700 metres d'altitud, en
alguns dels llocs més elevats i alhora sagrats del planeta. Alguns santons van a aquest paratge a meditar i transcendir. A mesura que descendeix de la regió de Garhwal, un lloc ideal per a muntanyencs i per a pelegrins, l'amplitud de la vall oscil·la entre 300 i 650 quilòmetres.
Com un torrent de gel, el riu baixa de l'Himàlaia amb rumb a Rishikesh i Haridwar, les primeres ciutats d'importància, a uns 200 quilòmetres del seu naixement. Són els centres massius de peregrinació de l'Alt Ganges. A Rishikesh hi ha més santons per metre quadrat que en cap altre lloc de l'Índia i des dels anys seixanta ha esdevingut una espècie de capital del ioga. Per als hindús, un viatge fins al naixement del riu sagrat equival a una superació de la mort, un retorn a l'origen. Les seves aigües són com la llet que emana de la terra fertilitzant-la, per això el lloc on comença el seu recorregut s'anomena Gomukh, "boca de vaca" en hindi.

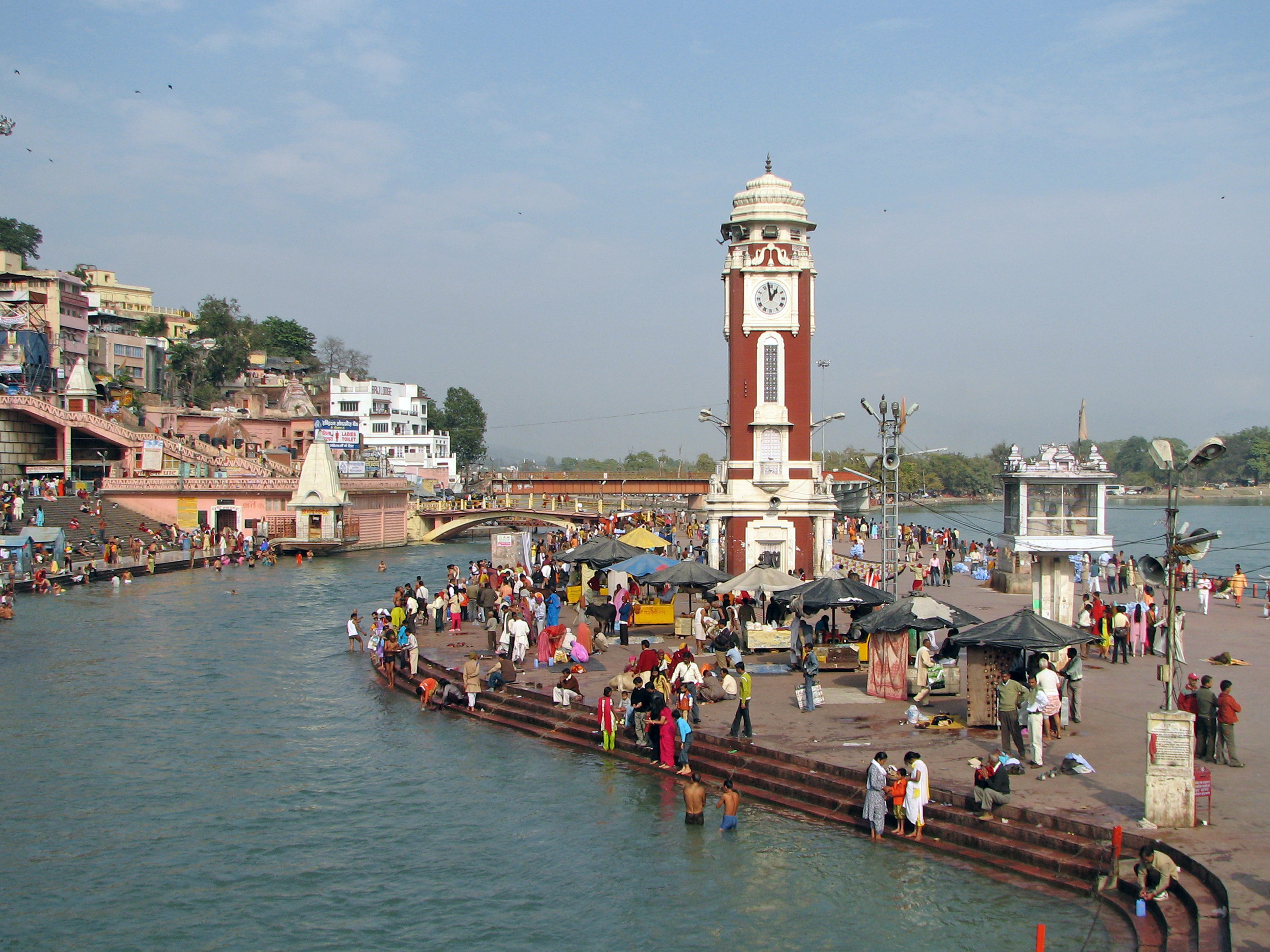
Torre del rellotge a Har-ki-Pauri, Haridwar

El Ganges brolla en un lloc poderós, als estreps de l'Himàlaia, just on van xocar els primitius
continents de Gondwana i Lauràsia milions d'anys enrere. En el seu primer tram corre desbocat amb el nom de Bhagirathi, fins que es troba amb l'Alaknanda als colls de Deoprayang i és contingut a la presa de Tehri: el Ganges pot ser sagrat i venerat, però també necessari per produir electricitat. Quan arriba a la ciutat de Rishikesh, la capital mundial del ioga, l'aigua ja ha perdut tota la seva fúria.

### Rishikesh
El 1968 els Beatles van viure una temporada a l'àixram de Maharishi Mahesh, quan el seu ioga transcendental estava de moda. A les vores del riu Ganges al seu pas per Rishikesh encara es veuen joves occidentals que toquen la guitarra i canten cançons dels Beatles. Ja de vesprejada, milers de pelegrins van al Triveni Ghat a fer les seves ofrenes, o aartis, llançant al riu barquetes vegetals que porten flors i una espelma. L'atractiu de Rishikesh
continua alimentant-se amb cops d'efecte com la recent publicació de les fotografies inèdites que Paul Saltzman va prendre a la ciutat als quatre de Liverpool o als retirs d'estrelles de la pantalla com Kate Winslet. En conseqüència, la desfilada de joves amb barba de diversos dies i
noies rosses amb sari pot arribar a cansar, fins que el Ganges s'il·lumina amb la flama de centenars de làmpades flotants després de les licitacions o cerimònies del vespre.

### Haridwar
Haridwar, 13 quilòmetres més avall, és una ciutat coneguda com La porta dels déus. Destaca per ser el lloc triat per Vixnu (Hari) per posar els seus peus. Però a Haridwar, una de les set ciutats sagrades de l'Índia, també hi ha una piscina, anomenada Brahmakunda, on es creu que el déu creador, Brahma, va pregar en contemplar la caiguda del Ganges del cel. Haridwar abunda en temples i evocacions de Xiva, pare del riu, i de Ganga Ma, la Mare Ganges. Aquesta té el seu temple a Gangadwara, la mateixa porta del Ganges, en el centre del moll més visitat del municipi.
A partir d'Haridwar, el Ganges entra en les planes i el seu viatge es fa fins a cert punt assossegat i agrícola. En aquest trajecte una part del Ganges és desviat per un canal fins al seu afluent Yamuna. Entretant circula entre majestuós i menestral per 500 quilòmetres fins a Kanpur, una ciutat d'Uttar Pradesh plena d'indústries i comerços.

### Allahabad

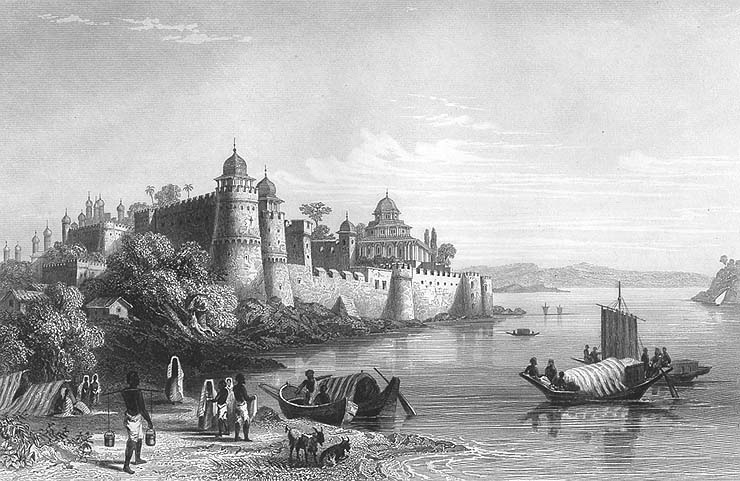
Fort d'Akbar, a Allahabad, al voltant de 1850

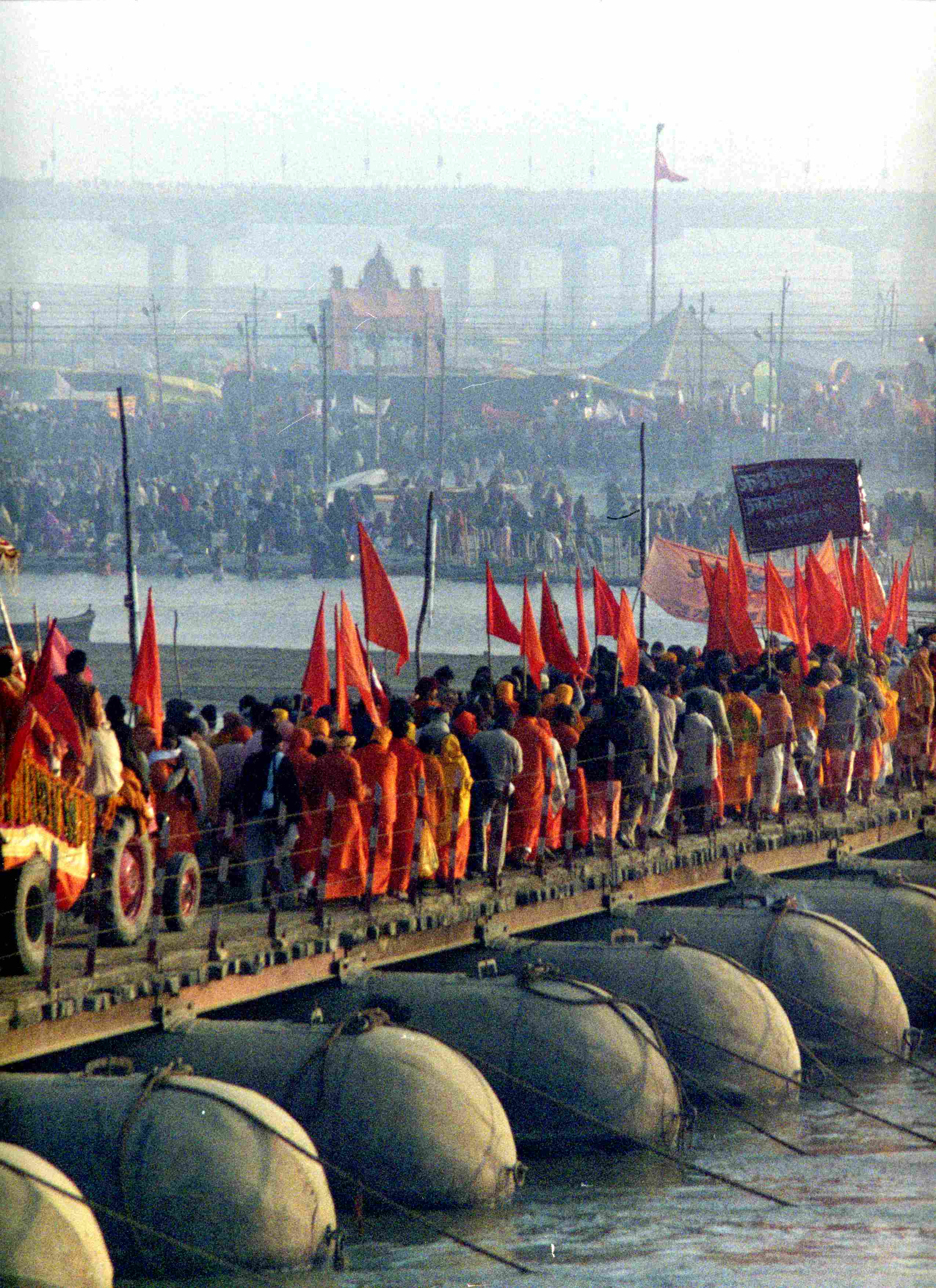
El Kumbha Mela del 2001

Poc després de Kanpur entra a la gran ciutat d'Allahabad, refundada per l'emperador mogol Akbar el 1583, encara que als hinduistes els agrada més anomenar-la amb el seu antic nom de Prayag. Hi ha qui considera aquest lloc com el més sant per la confluència del Ganges, el Yamuna i el Saraswati, el riu invisible que pot haver existit o no, o continuar fluint subterràniament com creuen els fidels. El cas és que aquesta confluència s'anomena Triveni, i marca el lloc exacte on banyar-se i per a molts és el lloc que millor produeix l'alliberament del continu renéixer. Aquí se celebra cada sis anys la festa d'Ard Kumbha Mela, a diferència de la Maha Kumbha Mela, que és cada dotze anys. L'any 2007 hi van acudir 12 milions de persones a banyar-se a Prayag. Però, fora de les festes, qualsevol dia hi ha molta gent i ningú no es queixa d'aglomeració, brutícia, contaminació. Una ona humana té posades les seves esperances projectades cap a un més enllà al que esperen anar com més aviat millor.

### Benarés

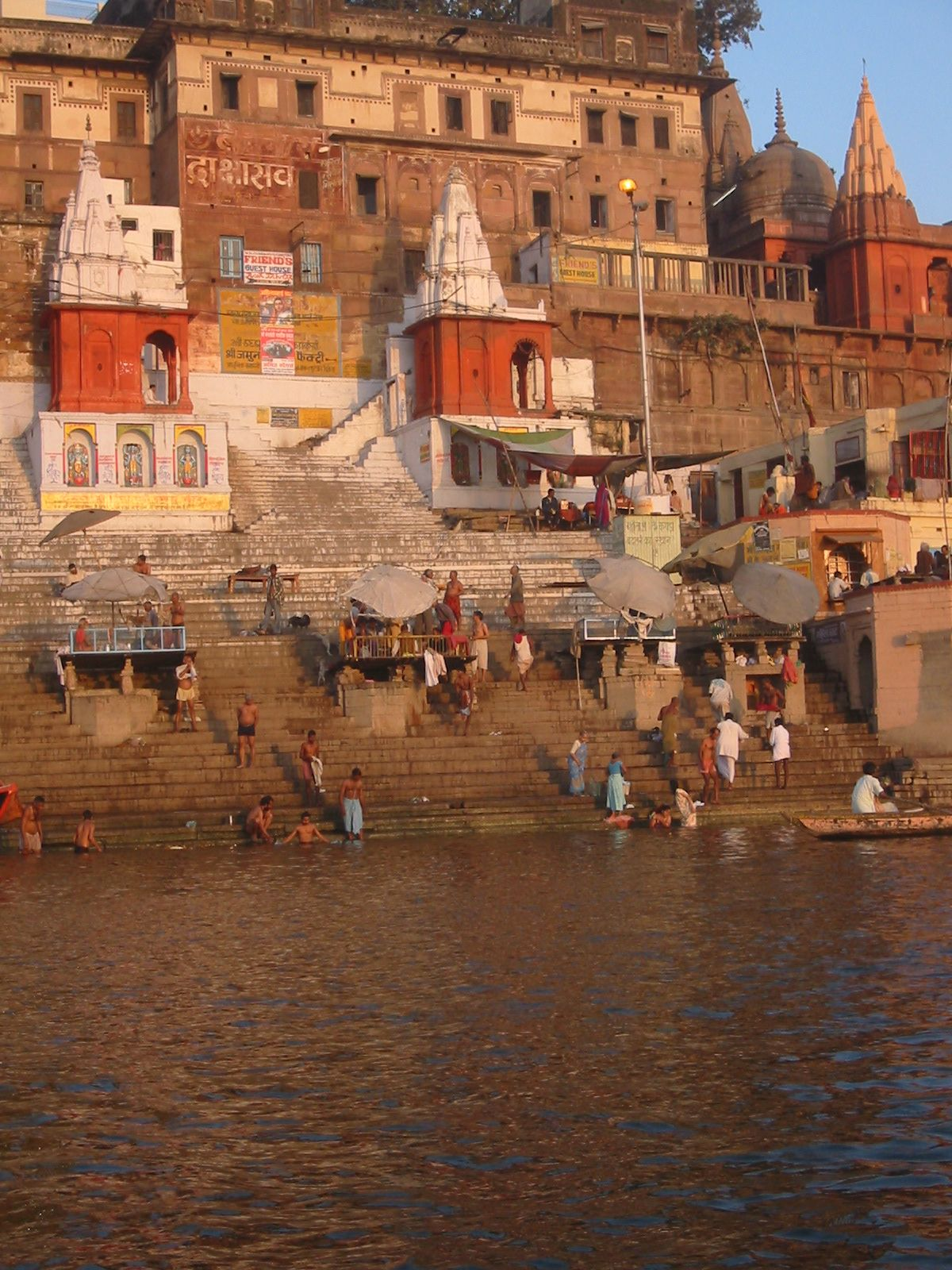
Ritual hinduista a primera hora del matí

El riu llisca després cap a la ciutat més il·lustre del recorregut, Kashi, la ciutat de Xiva, també coneguda com a Varanasi o Benarés. Varanasi ja floria quan Babilònia tenia jardins penjants i Jerusalem s'ufanejava del temple de Salomó. Amb el temps la idea que Kashi era el millor lloc del Ganges per obtenir la salvació va prendre apogeu. Així va anar formant-se una espècie d'article de fe dins de l'hinduisme segons el qual res hi ha més meritori que morir a Benarés, ser cremat en una pira funerària de les que posen a les riberes i que escampin les cendres al riu. És per aquest motiu que Benarés sempre està ple de pelegrins. A la bellesa estètica dels ghats o escalinates que descendeixen cap al riu sota la llum de l'alba s'uneix l'ofensiva olor de foguera i carn cremada. Els pelegrins es banyen en les mateixes aigües a les quals es llancen els cossos després de la cremació, sense que ningú s'incomodi.
Morir a l'urbs de la Llum Suprema, llar del déu Xiva, garanteix el paradís. D'aquí també l'abundància de palaus d'antics maharajàs vorejant el riu i la quantitat d'ancians que prenen el sol a les seves portes, en espera d'exhalar l'últim sospir, moment en el qual el mateix Xiva els recitarà a l'orella el mantra del pas i els alliberarà per sempre de la roda de les
reencarnacions. Benarés és un gran empori de riqueses i misèries, és el dipòsit dels majors horrors i la seu d'universitats que conreen la llengua sànscrita i la teologia hinduista. Els llocs de culte són innombrables. Alguns gaudeixen de gran esplendor, com Viswanath, el temple consagrat a Xiva, amb una cúpula folrada amb plaques d'or.
Benarés, a 700 quilòmetres a l'est de Delhi, és la gran ciutat santa de l'hinduisme i sol estar plena de pelegrins que visiten els seus temples i es banyen a les aigües del riu Ganges, que recorre
la ciutat. També és la ciutat on els hindús moriran. Ancians i malalts acudeixen a aquesta ciutat
santa en massa per passar els seus últims dies i s'allotgen en les nombroses residències que allotgen als moribunds a les vores del Ganges, el que de vegades dona un aire intimidatori a l'urbs. A la vora del riu també es troben incomptables centres crematoris, on s'incineren en pires els cossos dels devots abans d'assolir la nirvana, deslliurant-se d'aquesta manera de l'únic lligament a la vida terrenal.

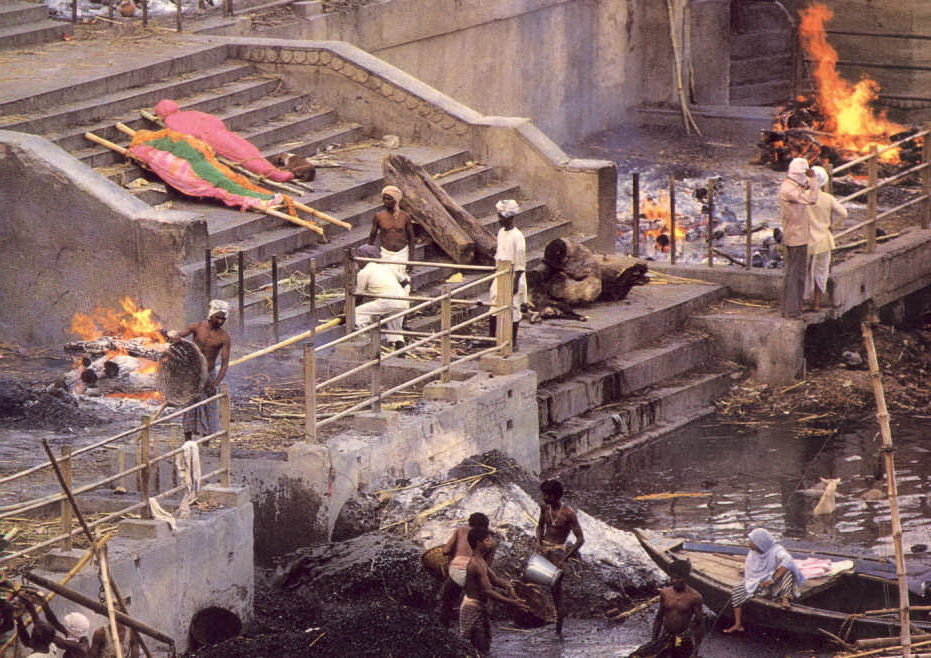
Crematori a Benarés

Per a un hindú practicant és preceptiu banyar-se en els cinc principals ghats (escalinates
o molls del riu) seguint un itinerari que porta a visitar altres temples. És com una romeria al llarg del riu. El mateix que anar al riu tot just quan es fa de dia per cantar el Gayatri, l'himne al sol, i començar a netejar-se en aquestes aigües tèrboles i sortir renovats amb el contacte del riu Ganges. Aquells que no moriran acabaran la seva peregrinació a la riba dels més de cent ghats que existeixen a la ciutat, aquestes escales de pedra que descendeixen fins al Ganges
on els devots es purifiquen. A l'alba, els fidels llancen les seves licitacions a l'aigua: boletes d'anís, flors i menjar, en un solemne tribut al déu del Sol, Surya.
A les escalinates de Manikarnika i Harishchandra, construïdes al segle xviii, es troben els principals crematoris de la ciutat, mentre que en el ghat de Panchaganga es creu que convergeixen cinc rius sagrats. El gran crematori de Manikarnika a la riba del Ganges és el més conegut de l'Índia. Els encarregats de cremar els cadàvers pertanyen a un jati o subcasta dels intocables, la dels dom rajas. Es passen l'ofici i el benefici de les pires des d'incomptables generacions. És un gran negoci, encara que no tots els cremadors ho puguin suportar sobris i tenen fama de bevedors. A vegades les pires no donen l'abast i els cadàvers mal cremats són pastura de gossos o voltors.

### Patna

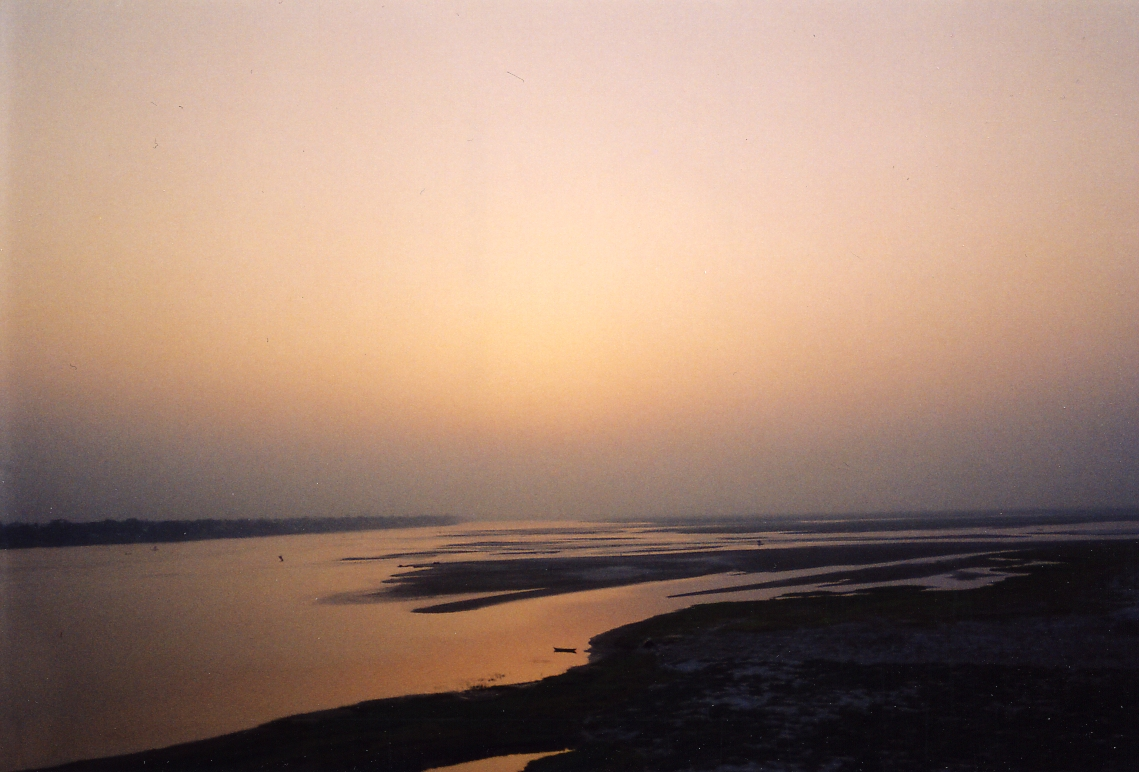
El Ganges a prop de Patna

Després de Benarés ve Patna, capital de Bihar, on el Ganges s'ajunta amb els rius Son, Gran Gandak i Ghagra. La zona és prolífica en temples hindús, budistes, jaïns i sijs. Tot el qual anticipa el crescendo que insinua el riu tot just s'albira Calcuta i la seva final al golf de Bengala. En realitat, l'Hooghly, un afluent del Ganges, és el que creua per Calcuta, però els tributaris també són considerats sants. Per tant, el Hooghly té crematoris i temples a les seves vores i també proporciona la salvació.

### El delta

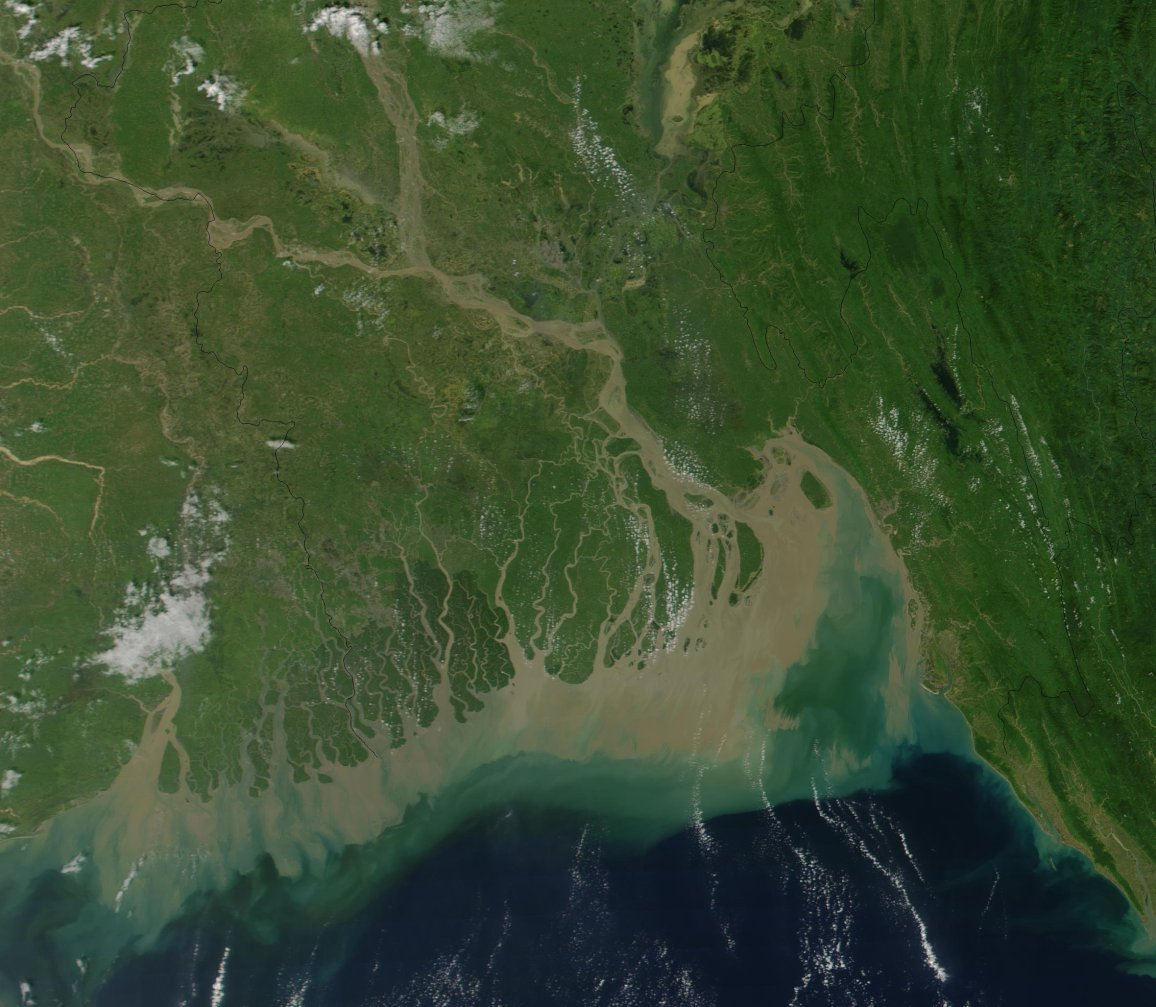
Delta del Ganges des del satèl·lit

Ja en els afores de Calcuta, el Ganges s'apropia del curs de l'Hooghly i avança poderós cap al delta. Allà és tal el flux d'aigües, el laberint de canals, que l'únic clar per marcar la boca del riu és Gangasagara, on s'ubica l'illa Sagar, i dins d'ella, el temple Kapil Muni. És el darrer centre de peregrinació, sobretot durant la festa de Makar Samkranti, en el solstici d'hivern, quan milers de persones s'hi traslladen amb ferris que porten a l'illa on romanen els tres dies preceptius.
La desembocadura del riu, 2.510 quilòmetres curs avall, s'uneix amb la del Brahmaputra. El delta combinat d'ambdós rius és el major que hi ha al món. No en va comença més de tres-cents quilòmetres terra endins. A les anomenades "boques del Ganges", entre els manglars, encara se sent l'inquietant rugit dels tigres de Bengala.

## Geologia
El subcontinent indi es troba sobre la placa índica, una placa menor dins la placa indo-australiana. El seu procés de definició geològica va començar fa setanta-cinc milions d'anys, quan, com a part del supercontinent de Gondwana, es va iniciar una deriva nord-est - que va durar cinquanta milions d'anys - a través del, encara no format, Oceà Índic. Les col·lisions posteriors del subcontinent amb la placa eurasiàtica i la subducció sota d'ella, va donar lloc a l'Himàlaia, la serralada més alta del planeta. A l'antic llit marí immediatament al sud de la serralada de l'emergent Himàlaia, el moviment de les plaques va crear un vast canal que, després d'haver-se emplenat de sediments aportats per l'Indus i els seus afluents i el Ganges i els seus afluents, formant la plana Indogangètica.

## El Ganges i l'hinduisme

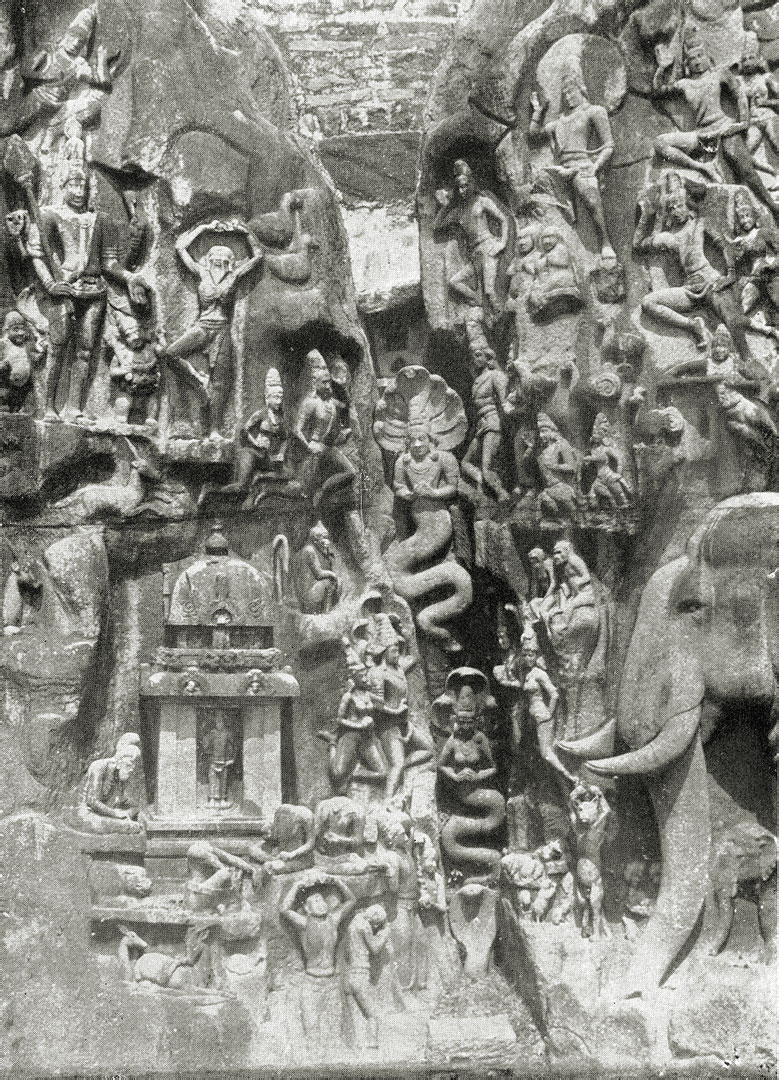
Detall d'un relleu de 9 × 27 m del descens de la deessa Ganga, a MahaBaliPuram (Tamil Nadu).

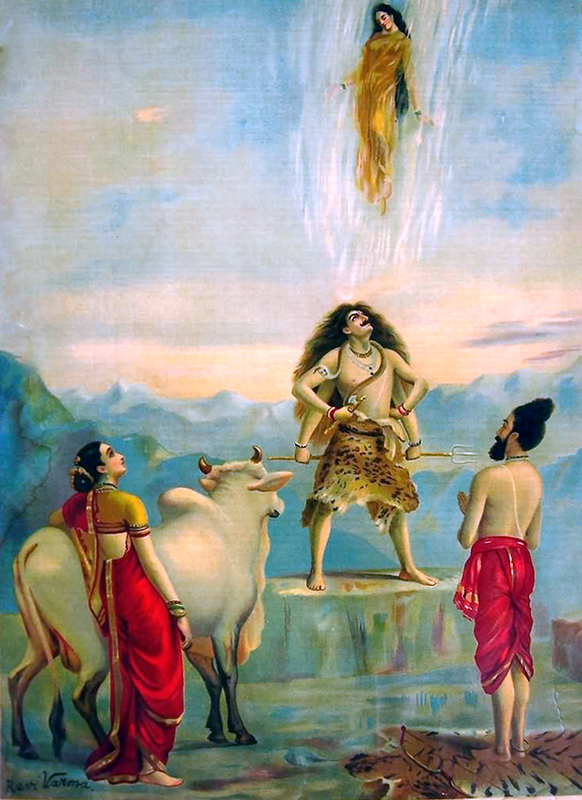
El descens de Ganga, obra del pintor indi Ravi Varma (1848-1906). El déu Xiva es prepara per aguantar la caiguda de la deessa Ganga. Es veu a la deessa Pàrvati recolzada en la deessa vaca Surabhí i el savi Bhagíratha amb les mans unides en actitud devocional.

A part del Ganges, i del seu afluent, el Yamuna, n'hi ha uns altres cinc que també són sagrats a l'Índia, formant els set rius sagrats Sapta Sindhu ('set rius'): Cauvery, Narmada, Godaveri, Indus i Saraswati, aquest últim no invisible.
En l'hinduisme, el riu Ganges està personificat sota la forma d'una deessa: Maa Ganga (mare Ganges). Segons la llegenda, aquesta deessa era la madrastra de Karttikeya (el déu de la guerra, i fill de Xiva i Pàrvati).

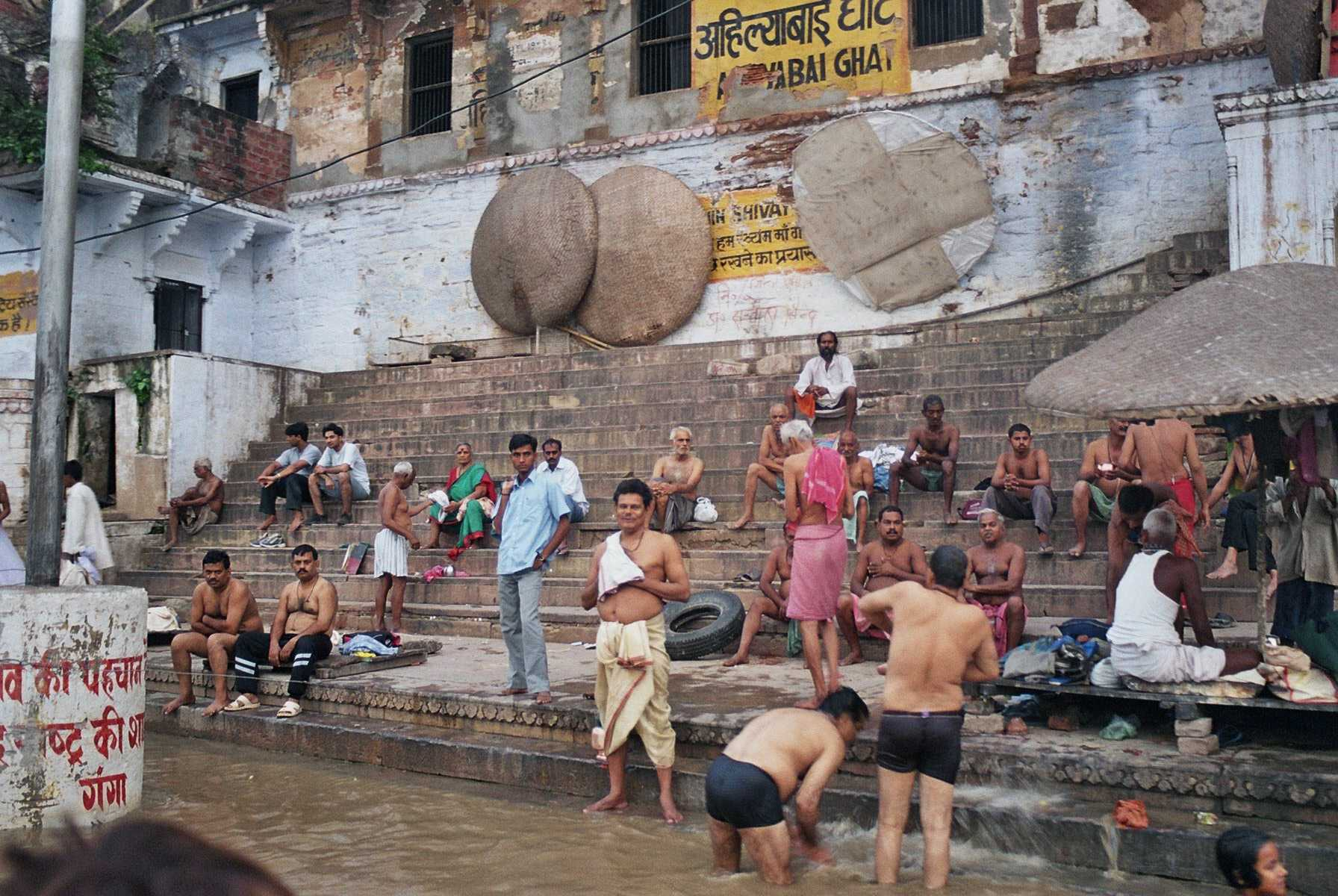
Un dels ghats de Benarés

Xiva és el riu Ganges en un dels grans mites hindús. Un dia Xiva crea el riu i el fa fluir pel cel. Mentre la Terra patia una de tremenda sequera, Xiva escolta les pregàries del rei Bhagiratha i fa ploure el Ganges. El riu va baixar amb tanta força del cel, que el món va córrer perill de quedar negat i Xiva va haver d'atrapar les aigües del Ganges i se les va posar als seus cabells. Els primers mil anys d'existència del riu van discórrer al seu cap, en un anar i venir fabulós. Després del cabell de Xiva van brollar els set brolladors de l'Himàlaia que van donar l'origen terrestre al riu dels rius.
Al llarg del riu s'hi poden trobar nombrosos llocs sagrats per als hindús, incloent-hi les ciutats de Benarés i Haridwar.
Es creu que cada immersió al riu serveix per a expiar un pecat. A més, dipositar les cendres d'un cadàver al Ganges evita el cicle de les reencarnacions al difunt. Els hinduistes realitzen contínues peregrinacions al riu per a banyar-se en ell o meditar a la seva riba.

### Mitologia
Segons la mitologia, el déu Brama va crear el riu Ganges a partir de la suor que va recollir del peu del déu Vixnu. Anys més tard, un rei anomenat Sagar va tenir 60.000 fills. Un dia, el rei realitzava un ritual per al déu del regne en què participava un cavall. El déu Indra, gelós, va robar el cavall i Sagar va enviar tots els seus fills a buscar-lo per tota la Terra. Finalment, el van trobar a l'inframon, al costat d'un savi penitent. Creient que el savi era l'autor del robatori, el van insultar i pegar. El savi va obrir els ulls i va mirar els fills de Sagar. La seva mirada va fer cremar fins a la mort els 60.000 fills del rei.
Les ànimes dels fills de Sagar vagarien aleshores com a fantasmes fins que es conclogués el ritual que el seu pare havia iniciat. Un dels successors de Sagar, el rei Bhagiratha, va pregar Brama que permetés a la deessa Ganga baixar del cel perquè toqués amb les seves aigües purificadores les cendres dels difunts, que així podrien ascendir al cel. Brama va acceptar i va ordenar-ho a la deessa, però aquesta temia caure fins a l'inframon. Bhagiratha aleshores va demanar a Xiva que esmorteís la caiguda.
Així, Ganga va caure sobre la mata de cabells de Xiva, però va crear un caos en tota la zona de l'Himàlaia, on estava meditant el rei Jahnú, que es va encolerir i va engolir les aigües del riu. Els déus i Bhagiratha van pregar el savi per demanar-li que alliberés la deessa, i aquest finalment va accedir-hi. Aleshores Bhagiratha, amb el seu carro veloç (precisament bhagin ratha té aquest significat en sànscrit), va guiar el riu a través de l'Índia fins a l'oceà. Allí, Ganga va arribar fins a la vora i va entrar a l'infern, on va alliberar les ànimes dels 60.000 fills de Sagar.

## Economia

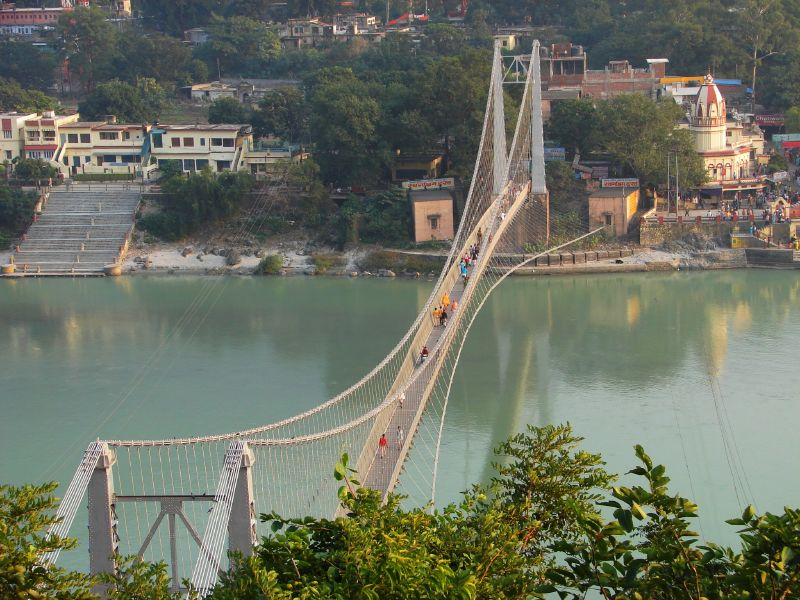
Pont sobre el Ganges a Ramjhula

La conca del Ganges amb la seva terra fèrtil és instrumental per les economies agrícoles de l'Índia i Bangladesh. El Ganges i els seus afluents proporcionen una font perenne d'irrigació a una gran àrea. Els principals conreus de l'àrea inclouen arròs, canya de sucre, llenties, oliveres, patates, i blat. Al llarg dels bancs del riu, la presència d'aiguamolls i llacs proporcionen una àrea de creixement rica pel conreu de llegums, chillies, mostassa, sèsam i jute. Hi ha també moltes oportunitats de pesca al llarg del riu, tot i que roman altament contaminat.
El turisme és una altra activitat important. Tres ciutats sagrades de l'hinduisme - Haridwar, Allahabad i Varanasi - atreuen milers de pelegrins a les seves aigües. Milers de pelegrins hindús arriben a aquestes tres ciutats per practicar una immersió el Ganges, que consideren que els neteja de pecats i ajuda a assolir la salvació. Els ràpids del Ganges també són populars per fer ràfting i atreu centenars de cercadors d'aventura als mesos d'estiu. Els musulmans tant de l'Índia com Bangladesh sovint fan wudu, una neteja religiosa del cos a través de l'oració al riu Ganges.

## Ecosistema i contaminació
Al Ganges hi viuen dues espècies de dofins, el dofí del Ganges i el dofí Irrawaddy. També hi habita una espècie de taurons quasi desconeguda, el Glyphis gangeticus.

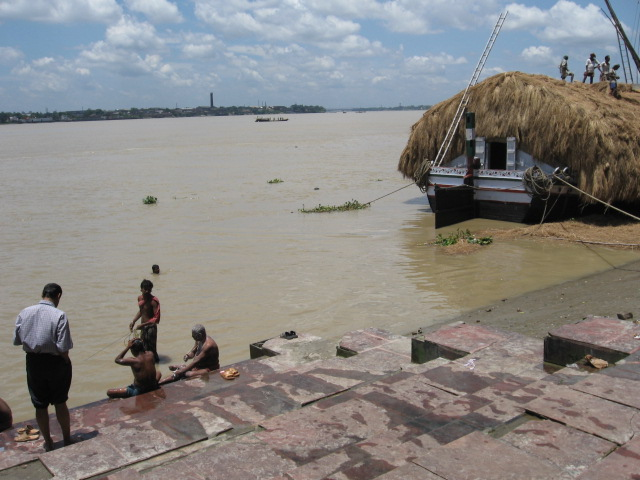
El riu Bhagirathi-Hoogly, a Bagbazaar Ghat, Calcuta

A causa de l'alta concentració de població, la contaminació i la destrucció de diversos hàbitats naturals han augmentat de manera alarmant en tota la zona. La pol·lució del riu Ganges s'ha incrementat de forma alarmant durant els últims anys. Els productes que més el contaminen inclouen restes de les incineracions humanes, esquelets d'animals, aigües residuals i restes de les fàbriques. Han existit diversos intents de netejar el Ganges, però, fins al moment, tots han fracassat o bé han ocasionat problemes encara majors.

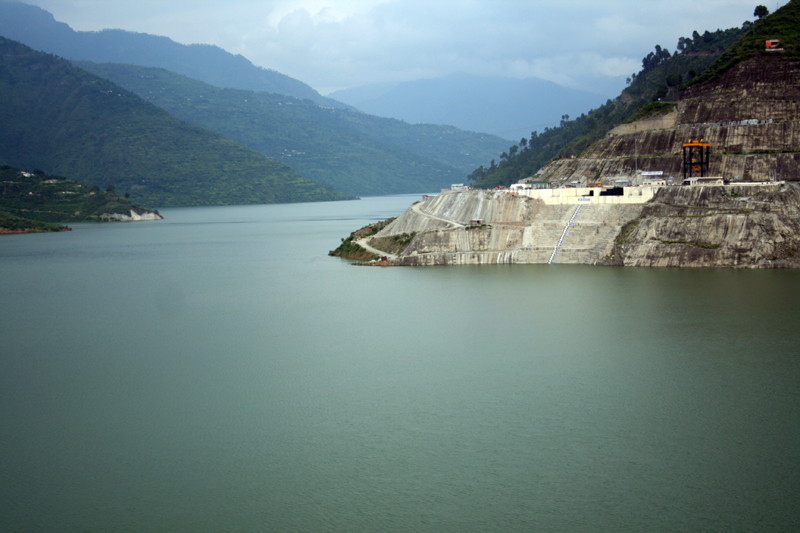
L'embassament de Tehri Dam

El procés de deteriorament va arrencar amb els britànics, qui, a mitjan segle xix, van encapçalar una autèntica mutació social, econòmica i política en travessar el riu amb grans obres
d'enginyeria: ponts ferroviaris, telègrafs, canals per a la irrigació, pantans... La desforestació a les zones himalàica i prehimalàica ha generat una permanent situació d'alarma ecològica. L'escassetat d'arbres en els pendents impedeix d'absorbir les pluges monsòniques i els desglaços. Sense fre vegetal, els torrents ho arrasen tot i arrosseguen una desorbitada quantitat de llot, que se sedimenta a Bengala Occidental i a Bangladesh. Les inundacions per crescudes són catastròfiques. A més, les glaceres de l'Himàlaia minven de forma directament proporcional a l'avenç de l'oceà sobre el delta. Són dolents auguris, relacionats amb l'escalfament global: la meitat de Bangladesh pot quedar sota el mar abans de cinquanta anys, segons algunes previsions científiques.
Per si no n'hi hagués prou, el riu rep tot el detritus químic de les ciutats industrials d'Uttar Pradesh i fins i tot de les conques mineres d'Iharkhand. A més a més, els successius governs de l'Índia continuen obstinats en el mastodòntic projecte de la presa de Tehri Dam (Uttarakhand), un dels embassaments i una de les centrals hidroelèctriques més grans i polèmiques d'Àsia. Diversos grups ambientalistes -Chipko-, religiosos -VHP- o polítics de tots els signes intenten capitalitzar les protestes. La realitat és que l'embassament ja ha afectat més de cent mil persones i el seu impacte ecològic i simbòlic és catastròfic.

## Política
De fet, la zona gangètica no només conforma el centre demogràfic o cultural del continent índic, sinó que destaca com a focus de "conflicte". Als problemes ecològics, hem de sumar l'explosiva situació econòmica i social de part de la població. Encara que la zona que avui formen els
estats d'Uttar Pradesh i Bihar va veure néixer els primers estats i fins i tot imperis indis
(Maurya, Gupta) -formacions polítiques que, fa dos mil cinc-cents anys, van tenir algunes
de les corts més sofisticades del planeta-, actualment és l'àrea més depauperada i conflictiva de l'Índia.

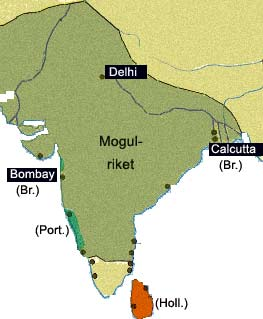
L'imperi Mogol, el major imperi sudasiàtic mai conegut, el 1690

No tot són ioguis levitant. Aquí és on la política de castes resulta més acarnissada, on operen les màfies de diversa índole, on l'analfabetisme assoleix nivells més alarmants, on la tensió entre comunitats religioses és més sagnant, on operen grups guerrillers sense escrúpols.
També el centre polític de l'Índia ha estat al costat del riu Ganges en els últims vuit-cents
anys. A començaments del segle xiii, uns clans afganesos van fundar el totpoderós soldanat de Delhi, que va controlar la major part del nord de l'Índia durant tres-cents anys i sota sis dinasties diferents. Al soldanat el va succeir l'imperi Mogol, el major imperi sud-asiàtic mai conegut, que va controlar virtualment el continent sencer al llarg de dos segles.
Els dirigents d'aquestes dues formacions imperials van sembrar la vall del Ganges de mesquites, palaus i mausoleus. L'esplendor de Delhi, Agra, Fatehpur Sikri o Lakhnau (Lucknow) encara és omnipresent. Com ho és la síntesi indoislàmica en gastronomia, música, llengua, vestimenta o culte. Els hereus polítics d'aquestes formacions van ser els britànics, qui -per misteriosos avatars kàrmics- es van apropiar de Bengala, una de les regions més pròsperes d'Àsia. Ells van fundar Calcuta i la van tenir com a capital fins a la creació de Nova Delhi, ja a inicis del segle xx. Sota el Raj britànic, el món bengalí -que ja era exquisit- es va erigir definitivament en un dels focus econòmics i culturals més poderosos del sud d'Àsia.

## Hidrometria
Mitjana mensual del cabal (m³/segon) mesurat a l'estació hidrològica de Farakka altitud: 19 m- conca: 833 000 km²- dades calculades per al període 1949-1973.
El seu cabal mínim és de 1.041 m³/s, i el màxim és de 60 000 m³/s.